# Битва при Эмпеле
Битва при Э́мпеле или чудо при Эмпеле (нид. Wonder van Empel) — сражение 4—8 декабря 1585 года, происходившее во время Восьмидесятилетней войны, в результате которого испанские войска под командованием Франсиско Ариаса де Бобадильи смогли выйти из голландского окружения.

## Предыстория
В ходе кампании 1585 года Алессандро Фарнезе, испанский губернатор Нидерландов, взял под свой контроль несколько крупных городов голландских повстанцев, в частности, Неймеген, Хертогенбос и Антверпен. На следующий год Фарнезе планировал боевые действия в южном Брабанте и Гельдерне. С наступлением холодов он решил пойти на зимние квартиры на голландской территории.

## Блокада
Войска Карла фон Мансфельда заняли окрестности Хертогенбоса, отряды Клода де Берламона отправились в Гельдерн, а 5000 солдат под командованием Франсиско де Бобадильи 20 ноября 1585 года разместились на острове Боммелервард, который был достаточно богат, чтобы содержать войска в течение зимы. Однако вскоре все фермеры покинули остров, уведя с собой скот. Испанцы собирались искать новое место для зимовки, но в этот момент к острову подошла голландская армия Филиппа ван Гогенлоэ в сопровождении почти 100 судов. Голландцы открыли плотины и затопили часть прилегающих территорий. Испанцы попытались отступить, они пересекли реку Маас, но путь на Хертогенбос был отрезан и тщательно охранялся голландцами. Тогда они сосредоточились на обороне на ещё не затопленных высотах, заняв, в частности, Эмпел. Мансфельд попытался прийти на выручку войскам Бобадильи, но Гогенлоэ уже сформировал кольцо блокады вокруг испанской армии.
Голландский командующий предложил испанцам почётную капитуляцию, но ответ был однозначным: «Испанские солдаты предпочитают смерть бесчестью. Возможно, мы поговорим о капитуляции после смерти». Тогда голландцы привлекли для блокады флот и 4 декабря начали бомбардировки испанского лагеря.

## «Чудо» при Эмпеле
Ситуация для испанцев становилась отчаянной. Для защиты от возможной высадки голландского десанта они стали рыть траншеи вокруг церкви Эмпела. Во время рытья окопа один из испанских солдат нашёл икону с изображением непорочного зачатия Девы Марии. Следующий день, 8 декабря, праздновался как день Непорочного Зачатия, и Бобадилья увидел в находке откровение Божье. По его распоряжению был отслужен молебен, который поднял дух осаждённых солдат.

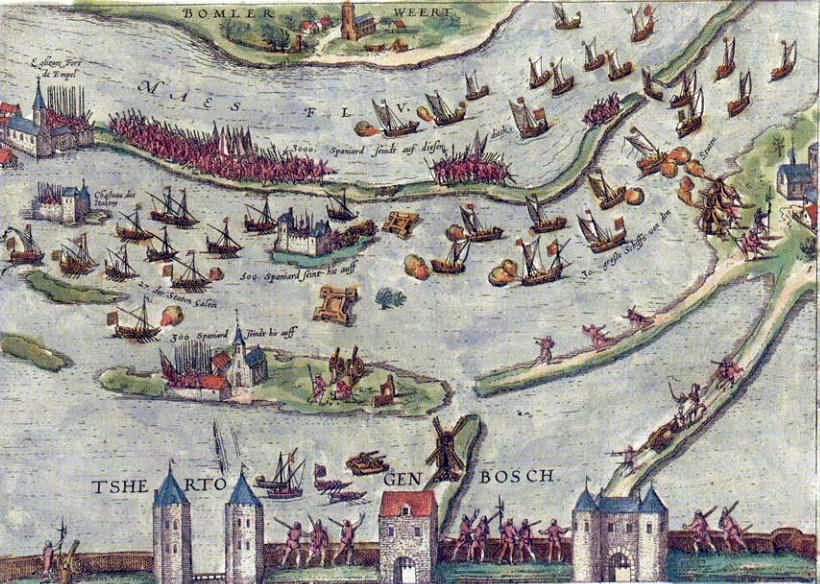
Ф. Хогенберг, Г. Браун. Панорама битвы при Эмпеле (конец XVI века)

На следующий день ветер изменился, и внезапно ударивший мороз привёл к тому, что голландские корабли и водное пространство вокруг сковал лёд. Причины этой природной аномалии неизвестны — подобные резкие изменения климата не свойственны данной местности. Испанцы, пользуясь ситуацией, даже подобрались по льду и захватили несколько кораблей голландцев. Голландский форт, расположенный неподалёку, был оставлен гарнизоном, а испанцы практически без потерь смогли выйти из окружения.
Эти события в испанской армии посчитали чудом, а в 1892 году Дева Мария королевским указом была объявлена покровительницей испанской пехоты.

## Интересный факт
- Захват голландского флота в Ден-Хелдере — ещё один военный эпизод, в ходе которого голландский флот вмёрз в лёд и, на этот раз, был полностью захвачен противником.